# Miško Kranjec
Miško Kranjec (ur. 15 września 1908 w Velikiej Polanie, zm. 8 czerwca 1983 w Lublanie) – słoweński pisarz, dziennikarz i działacz polityczno-kulturalny.

## Życiorys

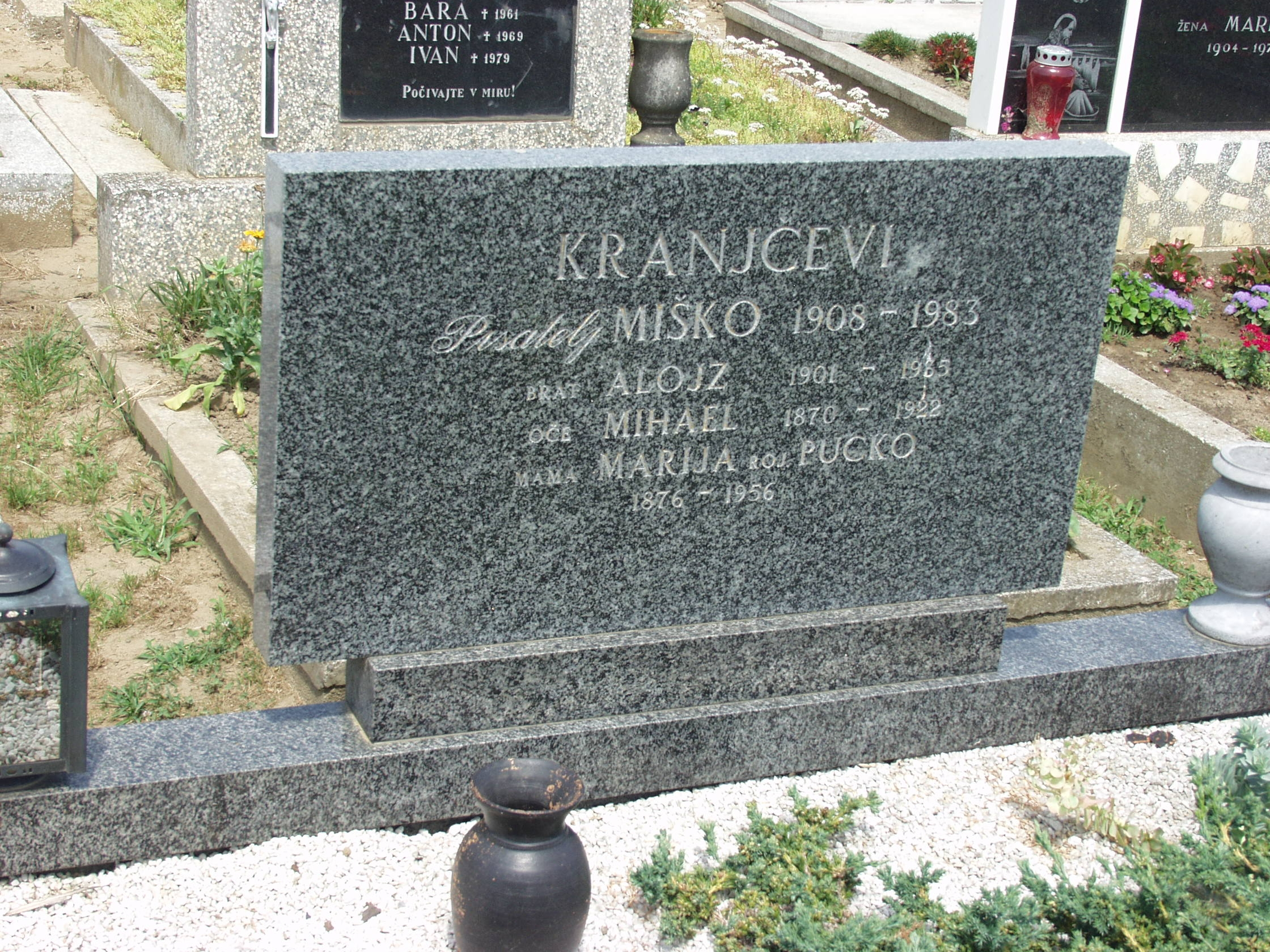
Grób pisarza

Miško Kranjec urodził się w 1908 r. w Velikiej Polanie, w Prekmurju. Pochodził z robotniczo-chłopskiej rodziny (ojciec Mihailj Kranjec, matka Maria Pücko) Dorastał w ubogim wiejskim środowisku. Uczył się w węgierskiej szkole podstawowej, ponieważ w tamtym okresie Prekmurje należało do Węgier. Po ukończeniu szkoły podstawowej, wyjechał do Lublany, aby dalej kontynuować swoją edukację. Dzięki talentowi i dobrym wynikom w nauce, Miško Kranjec otrzymał możliwość bezpłatnego kształcenia się w katolickiej szkole w Lublanie. W tym czasie rozpoczął współpracę z młodzieżowym ruchem oporu, w wyniku, czego został wydalony ze szkoły. W roku 1930 ukończył klasyczne gimnazjum. Już w okresie gimnazjalnym rozpoczął pisać swoje pierwsze utwory, które zostały wydane w latach trzydziestych. Po maturze postanowił pójść na studia slawistyczne, ale w 1934 r. opuścił uczelnię i powrócił na Prekmurje. Poświęcił się swoim pasjom: pisaniu i dziennikarstwu. W krótkim czasie do jego zainteresowań dołączyła także polityka. Od 1934 do 1935 r. redagował gazetę Ljudska pravica, której siedziba znajdowała się w domu rodzinnym pisarza. W czasie okupacji około roku 1941 był w organizacji NOB (oporu konspiracyjnego) w Prekmurju. W 1944 roku przeszedł do partyzantki. Po wojnie pełnił wiele ważnych funkcji: m.in. piastował urząd posła. Oprócz pisania zajmował się w tym czasie dziennikarstwem i redagowaniem, gdyż pracował jako dyrektor wydawnictwa Cankarjeva založba oraz Instytut Książki Słoweńskiej (Slovenski knjižni zavod) Przez kilka lat był także redaktorem wydawnictwa Prešernova družba, z którym był bardzo związany. Od roku 1953 był członkiem Słoweńskiej Akademii Nauki i Sztuki.
Wraz z ukazaniem się w latach trzydziestych pierwszych jego nowel, opowiadań i powieści, stał się największym przedstawicielem słoweńskiego realizmu. W swoich utworach najczęściej ukazuje ubogie życie mieszkańców prekmurskich wsi pod rządami hrabiów węgierskich, losu ludzi w dobie bolszewickiej rewolucji na terenach perkmurskich, reformy agrarnej i zesłańców z okresu obu wojen światowych (Os življenja; Strici so mi povedali) Spora część utworów literackich obejmuje tematykę z okresu powojennego. Autor bardzo często powraca do swoich lat dziecięcych i okresu dojrzewania. (Imel sem jih rad; Mladost v močvirju) Miško Kranjec jest jednym z najważniejszych pisarzy socjalnego realizmu i pierwszym pisarzem, który włączył do słoweńskiej literatury prekmurski świat.
W jego dorobku literackim można również odnaleźć kilka książek autobiograficznych (Mladost v močvirju i Strici so mi povedali), szkice literackie, opowiadania poruszające problemy socjalne, nowele i powieści o tematyce chłopskiej z obszarów Prekmurja. Utwory te tworzą swoistą całość.

## Nagrody

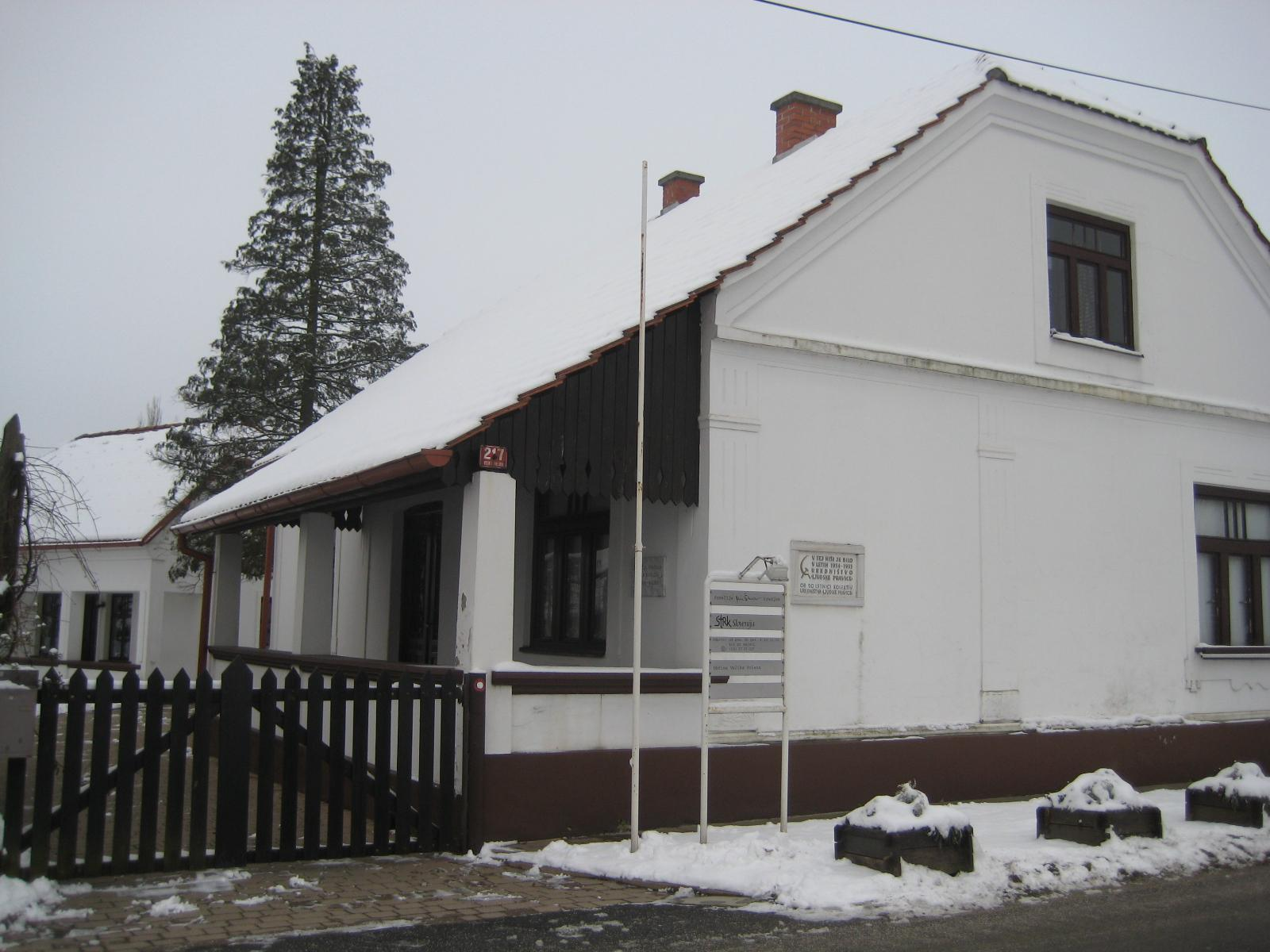
Rodzinny dom pisarza

- Nagroda im. F. Prešerna (Prešernova nagrada 1959, 1964, 1976)

- Nagrodę AVNOJ-a (Antyfaszystowska Rada Wyzwolenia Narodowego Jugosławii)

- Nagrodę im. F. Levstika (Levstikova nagrada)

## Dzieła
- Ležaki (1932)

- Življenje (1932)

- Predmestje (1933)

- Sreča na vasi (1933)

- Pesem ceste (1934)

- Tri novele (1935)

- Satire (1935)

- Južni vetrovi (1937)

- Prostor na soncu (1937)

- Kapitanovi (1938)

- Povest o dobrih ljudeh (1940)

- Tihožitja in pejsaži (1945)

- Pesem gora (1946)

- Fara svetega Ivana (1947)

- Pisarna (1949)

- Pod zvezdo (1950)

- Imel sem jih rad (1953)

- Nekoč bo lepše (1954)

- Čarni nasmeh (1956)

- Kruh je bridka stvar (1959)

- Mladost v močvirju (1962)

- Otroci, čigavi ste? (1964)

- Ukradena ljubezen (1965)

- Na cesti prvega reda (1967)

- Svetlikanje jutra (1968)

- Lepa Vida prekmurska (1972)

- Oče in sin (1978)

- Kost (1982)

- Grlica (1984)

- Med zemljo in nebom (1985)

- Smehljaj (1988)

## Dramaty
- Pot do zločina (1948)

## Publicystyka
- Zimzelen na slovenskih tleh (1972)

- Podrti hrast (1972)